# Спасское (Саракташский район)
Спасское — село в Саракташском районе Оренбургской области России. Административный центр Спасского сельсовета.

## География
Село находится на северо-востоке центральной части Оренбургской области, в степной зоне, на берегах реки Чины, на расстоянии примерно 25 километров (по прямой) к северо-востоку от Саракташа, административного центра района. Абсолютная высота — 167 метров над уровнем моря.
Климат
Климат характеризуется как резко континентальный с продолжительной морозной зимой и относительно коротким жарким сухим летом. Средняя температура воздуха самого тёплого месяца (июля) — 20 — 22 °C; самого холодного (января) — −16 — −15,5 °C. Среднегодовое количество атмосферных осадков составляет 350—450 мм.
Часовой пояс
Село Спасское, как и вся Оренбургская область, находится в часовой зоне МСК+2. Смещение применяемого времени относительно UTC составляет +5:00.

## История
Основано во второй половине XVIII в. До революции входило в состав Оренбургского уезда Оренбургской губернии.

## Население
| 2010 | 2012 | 2013 | 2014 |
| ---- | ---- | ---- | ---- |
| 744  | ↘724 | ↘717 | ↘702 |

Половой состав
По данным Всероссийской переписи населения 2010 года в половой структуре населения мужчины составляли 46,8 %, женщины — соответственно 53,2 %.
Национальный состав
Согласно результатам переписи 2002 года, в национальной структуре населения русские составляли 92 % из 743 чел.

## Известные уроженцы, жители
Иван Логинович Вакуленко (иногда Логвинович; 6 (18) января 1878, село Спасское, Оренбургский уезд, Оренбургская губерния — 4 апреля 1955, Уфа, Башкирская АССР) — биохимик. Доктор медицинских наук (1935), профессор (1935). Заслуженный деятель науки РСФСР (1947) и Башкирской АССР (1944).